# Darija Žilić
Darija Žilić (1972, Zagreb) je hrvatska spisateljica, pesnikinja, teoretičarka, prevoditeljka i aktivistkinja. Rođena je 1972. u Zagrebu, gde je završila studije istorije i komparativne književnosti na Filozofskom fakultetu. Prvu zbirku pesama Grudi i jagode objavila je 2005. godine.

## Karijera
Svoje kritičarsko-teorijske tekstove objavljivala je, između ostalog, u časopisima Zarez, Libra libera, Quorum i Poezija. Bila je dugogodišnja voditeljka programa „Mama čita“ u Multimedijalnom institutu u Zagrebu. Objavljuje eseje i kritičke prikaze o savremenoj poeziji, teoriji i aktivizmu u časopisima. Sa njom su objavili brojne intervjue u časopisima Zarez, Treća, Kruh i ruže, Balcanis, Feral tribune, Vijenac, Književna republika, Filozofska istraživanja, Riječi, Nova Istra, Tema, Poezija, Kulturpunkt, Agon.

Stalna je saradnica na Trećem programu Hrvatskog radija, u emisiji Lica okolice i u Bibliovizoru. Sarađivala je na projektu Školske knjige Leksikon hrvatske književnosti - djela. Bila je jedna od urednica u časopisu Tema. Voditeljka je tribine Dekonstrukcije u Hrvatskom društvu pisaca, književne tribine u Gradskoj biblioteci Velika Gorica, a bila je i urednica književne tribine u Klubu umjetnika na Sušaku u Rijeci. Članica je Kulturnog vijeća u gradu Velika Gorica. Tokom dvehiljaditih godina sarađivala je sa brojnim nevladinim organizacijama u regionu, posebno sa Centrom za nenasilnu akciju. Prevodila je savremenu američku, slovensku, tursku, britansku i arapsku poeziju koja je objavljivana na Trećem programu Hrvatskog radija i u časopisima Tema, Književna republika i Riječi.
Pesme su joj prevođene na italijanski, slovenački, slovački i engleski jezik, a objavljene su u časopisu Consuequence i Sententia u SAD-u, u knjizi „Voci di donne della ex Jugoslavia“, zborniku „2010 L annuario mondiale della poesia“. Zastupljena je prilogom o ženskoj pesničkoj sceni u Hrvatskoj u publicističkoj knjizi „A megaphone" i u antologiji hrvatskog pjesništva „Surfacing“, koja je objavljena u izdanju Harbor Mountain Pressa.
Ako bi se birala najveća radnica među tzv. kulturnim djelatnicima, Darija Žilić bi se zasigurno našla među kandidatkinjama u finalu. Ova pjesnikinja i kritičarka ujedno se uspješno okušala kao novinarka, urednica, ali i voditeljica književne tribine Dekonstrukcije, ostajući izvan moćnih književnih družbi, kakvih ne manjka na hrvatskoj kulturnoj sceni.
 izjavio je Gordan Duhaček u tekstu: Nedostaju nam prave književne polemike.

## Objavljene knjige
- Grudi i jagode, pjesme, AGM, Zagreb 2005.
- Pisati mlijekom, zbirka ogleda o suvremenom pjesništvu, Altagama, Zagreb 2008.[4]
- Grudi i jagode, pjesme 2009.[5]
- Pleši, Modesty, pleši; poezija; Algoritam, Zagreb, 2010.[6]
- Muza izvan geta; ogledi o suvremenoj književnosti; Biakova, Zagreb, 2010.
- Paralelni vrtovi; intervjui sa piscima, znanstvenicima i aktivistima iz Hrvatske i regije; Shura publikacije, Opatija 2011.
- Nomadi i hibridi, ogledi o književnosti i filmu, Biakova, Zagreb, 2011.
- Tropizmi, ogledi o pjesničkim knjigama, Meandarmedia, Zagreb, 2011.
- Omara, zbirka kratkih priča, eseja i lirskih proznih zapisa (Biakova, Zagreb, 2012)[7][8]
- Tropizmi 2, ogledi o poeziji i prozi, Litteris, Zagreb, 2013.
- Klavžar - kratka proza, Biakova, Zagreb, 2013.[9]

## Nagrade
- Nagrada Julije Benešić za književnu kritiku (za knjigu "Muza izvan geta", kao najbolje književno-kritičko ostvarenje u 2010. godini)
- Nagrada Kiklop za pjesničku zbirku godine 2011. (za zbirku "Pleši, Modesty, pleši")

## Intervjui
- Darija Žilić: O književnosti danas govore polupismeni[12]
- Darija Žilić: Ne zanimaju me klanovi, interesi, sestrinstva[13]

## Doprinosi
Darija Žilić, u svojstvu kulturološkinje od regionalnog značaja, redovno učestvuje na mnogobrojnim festivalima, rezidencijama (USA, Srbija, Nemačka, Turska, Iran, Makedonija...), kao i na književnim susretima diljem Evrope i regiona.
Teoriju i poeziju Darije Žilić objavljuju i prevode izdavačke kuće i portali za kulturu širom regiona, što je svrstava u reprezentativnu internacionalnu pesnikinju i teoretičarku.
Darija Žilić piše o feminizmu u poeziji (poeziji kao emancipatorskom diskursu, a o feminističkim praksama mnogo puta govori i u intervjuima, kao što je na sajtu Moderna vremena, gde ju je intervjuisala Olja Savičević Ivančević.
U književnoj kritici D. Žilić se u širokom opsegu afirmativno bavi stvaralaštvom, kako mladih tako i već afirmisanih pisaca ne samo balkanske već i svetske književne scene.